# Campionati mondiali juniores di slittino 2023
I Campionati mondiali juniores di slittino 2023 furono la trentottesima edizione della rassegna iridata juniores dello slittino, manifestazione organizzata annualmente dalla Federazione Internazionale Slittino. Si tennero il 14 ed il 15 gennaio 2023 a Bludenz, in Austria, sull'Eiskanal Bludenz, la stessa sulla quale si svolse la competizione mondiale di categoria del 1984; furono disputate gare in cinque differenti specialità: nel singolo femminile, nel singolo maschile, nel doppio femminile, nel doppio maschile e nella prova a squadre. 
In seguito all'invasione dell'Ucraina il comitato esecutivo della FIL, in una riunione straordinaria tenutasi il 2 marzo 2022 a Berchtesgaden, decise di escludere gli atleti russi da tutte le competizioni disputate sotto la sua egida, detta disposizione fu poi successivamente riconfermata anche nel convegno svoltosi ad Imst il 24 settembre 2022, in vista dell'imminente inizio della stagione agonistica, conseguentemente nessun slittinista russo poté gareggiare in questa rassegna iridata juniores.
Vincitrice del medagliere fu la nazionale lettone, che conquistò tre titoli sui cinque in palio e cinque medaglie delle quindici assegnate in totale: quelle d'oro furono ottenute da Viktorija Ziediņa e Selīna Zvilna nel doppio femminile, da Kaspars Rinks nel singolo uomini e dallo stesso Rinks in coppia con Vitālijs Jegorovs nella gara biposto maschile; nell'individuale donne trionfò l'ucraina Julianna Tunyc'ka, mentre nella prova a squadre il primo posto se lo assicurò la formazione tedesca costituita da Anka Jänicke, Marco Leger, Moritz Jäger e Valentin Steudte. L'unico atleta che riuscì a salire per tre volte sul podio in questa edizione dei mondiali fu il lettone Rinks, mentre due medaglie le conseguirono i tedeschi Leger, Jäger e Steudte e l'ucraina Tunyc'ka.

## Risultati

### Singolo donne
La gara fu disputata il 15 gennaio 2023 nell'arco di due manches e presero parte alla competizione 34 atlete in rappresentanza di 12 differenti nazioni; campionessa uscente era la tedesca Jessica Degenhardt, non presente alla prova, ed il titolo fu conquistato dall'ucraina Julianna Tunyc'ka davanti all'austriaca Barbara Allmaier ed all'italiana Alexandra Oberstolz, tutte e tre alla loro prima medaglia mondiale di categoria nella specialità.
| Pos. | Atlete              | Nazione  | Tempo    | Distacco |
| ---- | ------------------- | -------- | -------- | -------- |
|      | Julianna Tunyc'ka   | Ucraina  | 1'04"723 | –        |
|      | Barbara Allmaier    | Austria  | 1'04"934 | +0"211   |
|      | Alexandra Oberstolz | Italia   | 1'05"071 | +0"348   |
| 4    | Anka Jänicke        | Germania | 1'05"085 | +0"362   |
| 5    | Alina Bräutigam     | Germania | 1'05"100 | +0"377   |
| 6    | Frančeska Bona      | Lettonia | 1'05"168 | +0"445   |
| 7    | Lisa Zimmermann     | Austria  | 1'05"225 | +0"502   |
| 8    | Antonia Pietschmann | Germania | 1'05"386 | +0"663   |
| 9    | Zane Kaluma         | Lettonia | 1'05"558 | +0"835   |
| 10   | Melina Fischer      | Germania | 1'05"638 | +0"915   |

### Singolo uomini
La gara fu disputata il 14 gennaio 2023 nell'arco di due manches e presero parte alla competizione 42 atleti in rappresentanza di 16 differenti nazioni; campione uscente era il russo Matvej Perestoronin, non presente alla prova, ed il titolo venne conquistato dal lettone Kaspars Rinks davanti al tedesco Marco Leger ed all'altro teutonico Hannes Röder, tutti e tre alla loro prima medaglia mondiale di categoria nella specialità.
| Pos. | Atleti               | Nazione  | Tempo    | Distacco |
| ---- | -------------------- | -------- | -------- | -------- |
|      | Kaspars Rinks        | Lettonia | 1'03"833 | –        |
|      | Marco Leger          | Germania | 1'04"191 | +0"358   |
|      | Hannes Röder         | Germania | 1'04"260 | +0"427   |
| 4    | Alex Gufler          | Italia   | 1'04"303 | +0"470   |
| 5    | Danylo Marcynovs'kyj | Ucraina  | 1'04"562 | +0"729   |
| 6    | Hans Fritzsch        | Germania | 1'04"563 | +0"730   |
| 7    | Noah Kallan          | Austria  | 1'04"626 | +0"793   |
| 8    | Florian Tanzer       | Austria  | 1'04"699 | +0"866   |
| 9    | Rasmus Moberg        | Svezia   | 1'04"907 | +1"074   |
| 10   | Vlad Musei           | Romania  | 1'04"912 | +1"079   |

### Doppio donne
La gara fu disputata il 14 gennaio 2023 nell'arco di due manches e presero parte alla competizione 28 atlete in rappresentanza di 8 differenti nazioni; campionesse uscenti erano le tedesche Luisa Romanenko e Pauline Patz, non presenti alla prova, ed il titolo fu conquistato dalle lettoni Viktorija Ziediņa e Selīna Zvilna, già a podio nel doppio nell'edizione del 2022, davanti alle austriache Lisa Zimmermann e Dorothea Schwarz, alla loro prima medaglia mondiale di categoria nella specialità, ed alle altre baltiche Marta Robežniece e Kitija Bogdanova, anch'esse sul podio nella scorsa rassegna iridata juniores.
| Pos. | Atlete                             | Nazione   | Tempo    | Distacco |
| ---- | ---------------------------------- | --------- | -------- | -------- |
|      | Viktorija Ziediņa Selīna Zvilna    | Lettonia  | 1'08"868 | –        |
|      | Lisa Zimmermann Dorothea Schwarz   | Austria   | 1'08"887 | +0"019   |
|      | Marta Robežniece Kitija Bogdanova  | Lettonia  | 1'09"003 | +0"135   |
| 4    | Annika Krause Magdalena Matschina  | Germania  | 1'09"071 | +0"203   |
| 5    | Nadia Falkensteiner Annalena Huber | Italia    | 1'09"551 | +0"683   |
| 6    | Elisa-Marie Storch Elia Reitmeier  | Germania  | 1'09"599 | +0"731   |
| 7    | Nataša Chytrenko Viktorija Koval'  | Ucraina   | 1'10"243 | +1"375   |
| 8    | Nikola Domowicz Dominika Piwkowska | Polonia   | 1'10"269 | +1"401   |
| 9    | Anna Čežíková Lucie Jansová        | Rep. Ceca | 1'10"294 | +1"426   |
| 10   | Lina Riedl Anna Lerch              | Austria   | 1'10"513 | +1"645   |

### Doppio uomini
La gara fu disputata il 15 gennaio 2023 nell'arco di due manches e presero parte alla competizione 28 atleti in rappresentanza di 7 differenti nazioni; campioni uscenti erano i lettoni Eduards Ševics-Mikeļševics e Lūkass Krasts, non presenti alla prova, ed il titolo fu conquistato dai connazionali Kaspars Rinks e Vitālijs Jegorovs, alla loro prima medaglia mondiale di categoria nella specialità, davanti ai tedeschi Moritz Jäger e Valentin Steudte, già a podio nel doppio nell'edizione del 2022, ed agli statunitensi Marcus Mueller e Ansel Haugsjaa, anch'essi per la prima volta a medaglia in un mondiale juniores.
| Pos. | Atleti                                | Nazione     | Tempo    | Distacco |
| ---- | ------------------------------------- | ----------- | -------- | -------- |
|      | Kaspars Rinks Vitālijs Jegorovs       | Lettonia    | 1'06"448 | –        |
|      | Moritz Jäger Valentin Steudte         | Germania    | 1'06"656 | +0"208   |
|      | Marcus Mueller Ansel Haugsjaa         | Stati Uniti | 1'07"076 | +0"628   |
| 4    | Raimonds Baltgalvis Krišjānis Brūns   | Lettonia    | 1'07"078 | +0"630   |
| 5    | Paul Kunze Max Trippner               | Germania    | 1'07"291 | +0"843   |
| 6    | Mircea-Razvan Turea Sebastian Motzca  | Romania     | 1'07"513 | +1"065   |
| 7    | Philipp Brunner Manuel Weissensteiner | Italia      | 1'07"616 | +1"168   |
| 8    | Vadym Mykyievyč Bohdan Babura         | Ucraina     | 1'07"921 | +1"473   |
| 9    | Pascal Kunze Maddox Götze             | Germania    | 1'09"557 | +3"109   |
| 10   | Christián Bosman Michal Macko         | Slovacchia  | 1'09"728 | +3"280   |

### Gara a squadre
La gara fu disputata il 15 gennaio 2023 ed ogni squadra nazionale prese parte alla competizione con una sola formazione; nello specifico la prova vide la partenza di una "staffetta" composta da una singolarista donna e un singolarista uomo, nonché da un doppio per ognuna delle 7 formazioni in gara, che scesero lungo il tracciato consecutivamente senza interruzione dei tempi tra un atleta e l'altro; il tempo totale così ottenuto laureò campione la nazionale tedesca di Anka Jänicke, Marco Leger, Moritz Jäger e Valentin Steudte davanti alla squadra ucraina composta da Julianna Tunyc'ka, Danylo Marcynovs'kyj, Vadym Mykyievyč e Bohdan Babura ed a quella lettone formata da Zane Kaluma, Kaspars Rinks, Raimonds Baltgalvis e Krišjānis Brūns.
| Pos. | Nazione     | Atleti                                                                  | Tempo    | Distacco |
| ---- | ----------- | ----------------------------------------------------------------------- | -------- | -------- |
|      | Germania    | Anka Jänicke Marco Leger Moritz Jäger / Valentin Steudte                | 2'02"372 | –        |
|      | Ucraina     | Julianna Tunyc'ka Danylo Marcynovs'kyj Vadym Mykyievyč / Bohdan Babura  | 2'02"933 | +0"561   |
|      | Lettonia    | Zane Kaluma Kaspars Rinks Raimonds Baltgalvis / Krišjānis Brūns         | 2'03"230 | +0"858   |
| 4    | Stati Uniti | Sophia Gordon Aidan Mueller Marcus Mueller / Ansel Haugsjaa             | 2'03"483 | +1"111   |
| 5    | Slovacchia  | Viktoria Praxová Christián Bosman Vratislav Varga / Metod Majerčák      | 2'03"973 | +1"601   |
| 6    | Italia      | Alexandra Oberstolz Alex Gufler Philipp Brunner / Manuel Weissensteiner | 2'05"956 | +3"584   |
| 7    | Romania     | Sara Dragan Vlad Musei Mircea-Razvan Turea / Sebastian Motzca           | 2'06"147 | +3"775   |

## Medagliere
| Pos.   | Nazione     | Oro | Argento | Bronzo | Totale |
| ------ | ----------- | --- | ------- | ------ | ------ |
| 1      | Lettonia    | 3   | 0       | 2      | 5      |
| 2      | Germania    | 1   | 2       | 1      | 4      |
| 3      | Ucraina     | 1   | 1       | 0      | 2      |
| 4      | Austria     | 0   | 2       | 0      | 2      |
| 5      | Italia      | 0   | 0       | 1      | 1      |
| 5      | Stati Uniti | 0   | 0       | 1      | 1      |
| Totale | Totale      | 5   | 5       | 5      | 15     |